# Uszomierz
Uszomierz (ukr. Ушомир, Uszomyr także Утомир, Utomyr) – wieś na Ukrainie w rejonie korosteńskim obwodu żytomierskiego.
Pod rozbiorami siedziba gminy Uszomierz w powiecie żytomierskim guberni wołyńskiej.
W Uszomierzu urodził się Menachem Kipnis, kantor.